# Korżiwci (stacja kolejowa)
Korżiwci (ukr. Коржівці) – stacja kolejowa w miejscowości Łozowe, w rejonie chmielnickim, w obwodzie chmielnickim, na Ukrainie. Położona jest na linii Odessa – Lwów. Nazwa pochodzi od pobliskiej wsi Korżiwci.